# Violet Storm
Violet Storm (Padstow, Inglaterra; 9 de junio de 1972) es una actriz pornográfica retirada y modelo fetichista británica.

## Biografía
Violet Storm, cuyo nombre de nacimiento es Louise Retallick, nació en la ciudad de Padstow, en el condado ceremonial de Cornualles (Inglaterra), en junio de 1972. Inició su carrera en el mundo pornográfico en el año 2000, a los 28 años de edad.
Algunas de sus películas como actriz son Passion Tales, Hell, Whores and High Heels, Heaven on Earth o Nasty Nymphos.
Se retiró como actriz en 2002, con solo dos años delante de las cámaras y 14 películas grabadas. Ese mismo año ganó en el Festival Internacional del Erotismo de Bruselas el premio a la Mejor actriz.
Nada más terminar su carrera en el porno, Violet Storm llegó a presentar en Televisión X su propia serie. En 2003, protagonizó el documental de la BBC Two Easy Money, en el que un equipo de reporteros la seguía a ella y a su pareja durante unas semanas para examinar su relación personal y profesional.
Entre 2002 y 2003 trabajó como editora en la edición británica de la revista Penthouse.

## Premios y nominaciones
| Año  | Ceremonia                                       | Resultado | Premio       | Trabajo |
| ---- | ----------------------------------------------- | --------- | ------------ | ------- |
| 2002 | Festival Internacional del Erotismo de Bruselas | Ganadora  | Mejor actriz | —       |